# Iglesia de San Bartolomé (Torre de Embesora)
La iglesia de San Bartolomé de Torre de Embesora, en la comarca del Alto Maestrazgo, provincia de Castellón, es un lugar de culto catalogado como Bien de Relevancia Local, con la categoría de Monumento de interés Local, con códigoː 12.02.119.002, según la Disposición Adicional Quinta de la Ley 5/2007, de 9 de febrero, de la Generalitat, de modificación de la Ley 4/1998, de 11 de junio, del Patrimonio Cultural Valenciano (DOCV Núm. 5.449 / 13/02/2007).

## Historia y descripción
Se trata de uno de los monumentos más destacados de la localidad, estando en uso como iglesia parroquial perteneciente al arciprestazgo 12 del Obispado de Segorbe-Castellón, conocido como San Juan Bautista, con sede en Albocácer.
El titular de la iglesia, San Bartolomé es el patrón de Torre de Embesora. Del antiguo templo no queda más que el arco de entrada a la actual sacristía, en el que está inscrita la fecha 1528, y que debía corresponder con el arco de entrada a la iglesia que sería de pequeñas dimensiones.
El actual edificio se construyó durante el siglo XVIII, y puede observarse en la portada de entrada la inscripción de la fecha 1702.
El templo se ubica en la parte más alta del pueblo, junto a los restos del antiguo Castillo o Torre, de cuyos materiales se hizo uso para la construcción del templo. De hecho, además de presentar aspecto fortificado, en la parte posterior se aprecian restos de los cimientos de los lienzos de la muralla árabe.